# Temnosceloides
Temnosceloides is een kevergeslacht uit de familie van de boktorren (Cerambycidae). De wetenschappelijke naam van het geslacht werd voor het eerst geldig gepubliceerd in 1973 door Breuning & Teocchi.

## Soorten
Temnosceloides omvat de volgende soorten:
- Temnosceloides carnusi Meunier, Sudre & Teocchi, 2009
- Temnosceloides excavatipennis Breuning & Teocchi, 1973